# Margaret O’Brien

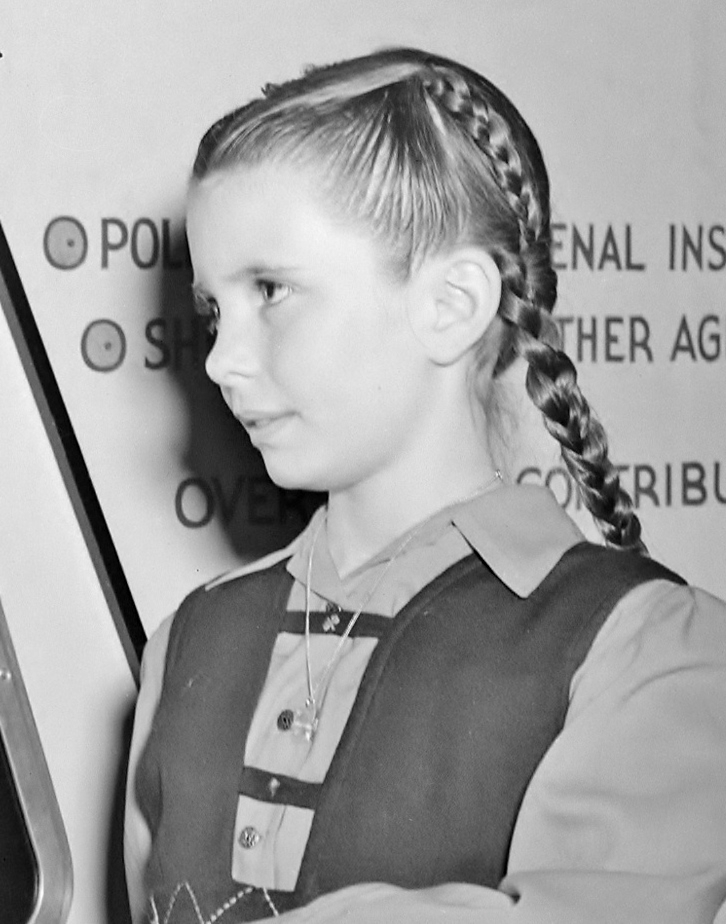
Margaret O’Brien (1946)

Margaret O’Brien (* 15. Januar 1937 in San Diego, Kalifornien, als Angela Maxine O’Brien) ist eine US-amerikanische Schauspielerin. In den 1940er-Jahren war sie einer der führenden Kinderstars in Hollywood und wurde 1944 mit dem Juvenile Award, einem Spezial-Oscar, ausgezeichnet.

## Leben und Karriere

### Erfolge als Kinderstar
Angela O’Brien wurde in San Diego als Tochter einer Familie mit irischen und spanischen Wurzeln geboren. Von ihrer ambitionierten Mutter, einer Tänzerin, wurde sie schon mit drei Jahren für Werbeaufnahmen vermarktet. Sie gab 1941 ihr Filmdebüt in dem Musicalfilm Babes on Broadway an der Seite von Judy Garland und Mickey Rooney. Mit ihrer kleinen Nebenrolle in diesem Film erregte O’Brien die Aufmerksamkeit von MGM-Studiochef Louis B. Mayer. Er war beeindruckt von O’Briens darstellerischen Fähigkeiten und nahm sie unter Vertrag. Es dauerte fast ein Jahr, bis das Studio endlich ein Vehikel gefunden hatte, um O’Brien als Star zu präsentieren. Schließlich gab man ihr die Rolle einer englischen Waise, die ihre Eltern während des Krieges verliert und neue Eltern findet. Journey for Margaret unter der Regie von W. S. Van Dyke war ein kommerzieller Erfolg und die fünfjährige O’Brien wurde der populärste Kinderstar seit Shirley Temple. Zuvor Angela heißend, änderte man O’Briens Vornamen auch juristisch in Margaret um, den Namen ihrer Filmfigur in Journey for Margaret.

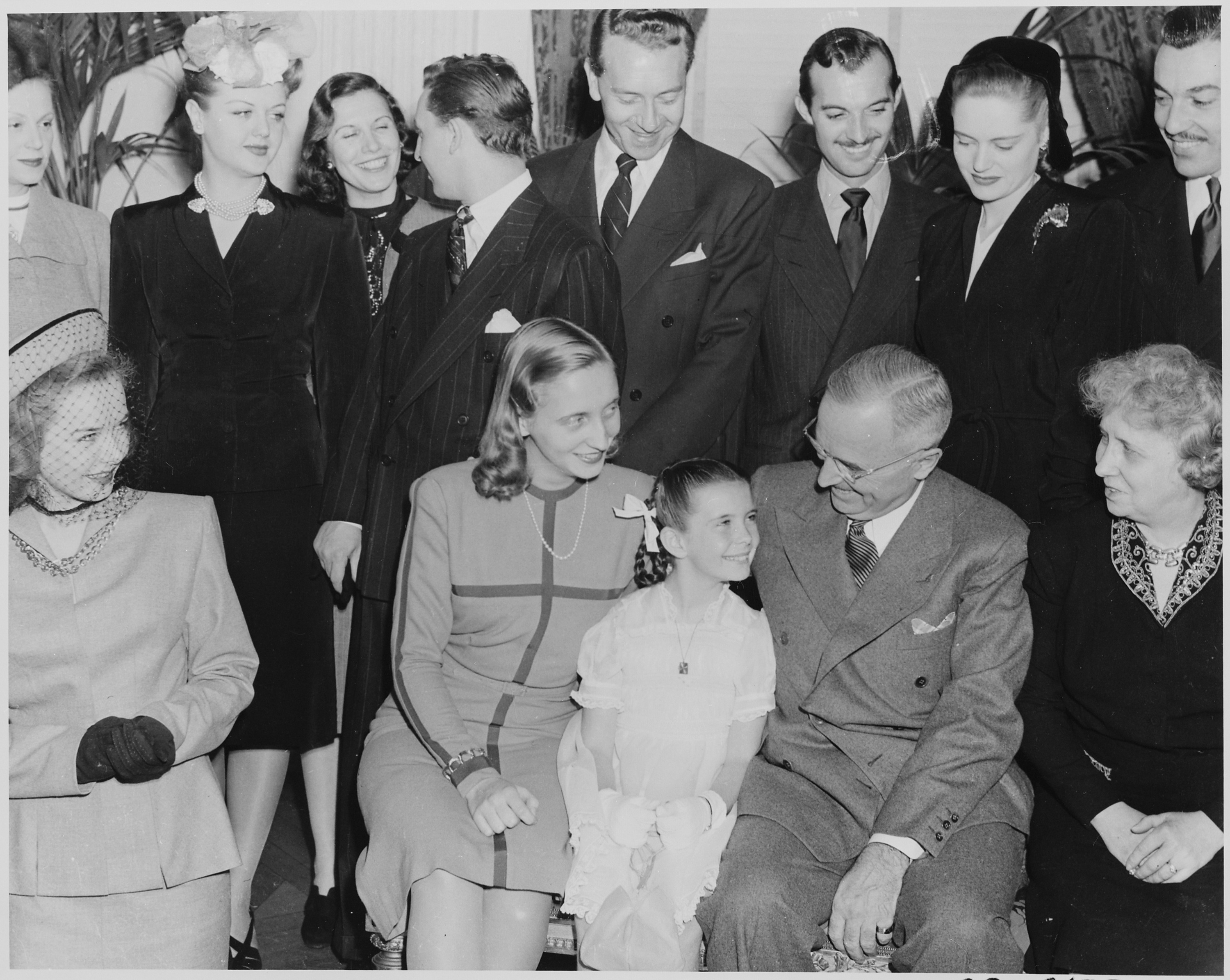
Margaret O’Brien (Mitte) zwischen US-Präsident Harry S. Truman und seiner Tochter Margaret (1946)

Nach einer Nebenrolle in der Literaturverfilmung Jane Eyre (1943) mit Joan Fontaine und Orson Welles spielte O’Brien im Jahr 1944 eine ihrer bekanntesten Rollen: Als kleine Schwester von Judy Garland in dem zum Klassiker gewordenen Filmmusical Meet Me in St. Louis von Vincente Minnelli. Im selben Jahr trat sie außerdem in der Fantasykomödie Das Gespenst von Canterville (1944) neben Charles Laughton in einer der Hauptrollen. Für ihre darstellerischen Leistungen im Jahr 1944 wurde sie mit dem Juvenile Award ausgezeichnet, einen (mittlerweile abgeschafften) Spezialpreis für besonders herausragende Kinderdarsteller der Academy of Motion Picture Arts and Sciences, der mit dem Oscar gleichzusetzen ist. Nach diesen Erfolgen wurde sie in den Jahren 1945 und 1946 von amerikanischen Kinobetreibern unter die zehn kommerziell zugkräftigsten Filmstars des Landes gewählt.
O’Brien blieb für den Rest ihrer Kindheit eine der erfolgreichsten Kinderstars in Hollywood, besonders bekannt wurde sie dafür, in ihren Rollen überzeugend zu weinen. Sie spielte unter anderem im Filmdrama Frühling des Lebens (1945) mit Edward G. Robinson in der Rolle ihres Vaters, in dem Musical-Drama Tanz ohne Ende (1947) neben Cyd Charisse sowie als Beth March in Kleine tapfere Jo (1949), einer Verfilmung des Romans Little Women, in der June Allyson, Elizabeth Taylor und Janet Leigh ihre Filmschwestern spielten. 1949 floppte die aufwendige Kinderbuchverfilmung Der geheime Garten mit ihr in der Hauptrolle, wonach sich ihre Karriere als Kinderstar dem Ende zuneigte, zumal bei der Zwölfjährigen die Pubertät einsetzte.

### Weiteres Leben
Wie bei den meisten Kinderstars beendete das Erwachsenenalter den Starruhm von O’Brien. 1951 spielte sie in dem B-Movie Her First Romance noch die Hauptrolle einer Highschool-Schülerin, die sich zum ersten Mal verliebt. Danach drehte sie fünf Jahre keine Filme mehr und war im Verlauf der 1950er-Jahre vor allem in verschiedenen Fernsehproduktionen zu sehen. Spätere Versuche, als Erwachsene ein Comeback beim Film zu schaffen, scheiterten allesamt. So erhielt sie im Jahr 1960 eine größere Rolle in dem Western Die Dame und der Killer unter Regie von George Cukor und an der Seite von Sophia Loren, aber der Film geriet zu einem Misserfolg und brachte ihre Karriere nicht voran.
O’Briens spätere Filmauftritte bis in die Gegenwart beschränken sich hauptsächlich auf Independentfilme oder B-Movies mit geringer Publikumsresonanz. Im Fernsehen übernahm sie Gastrollen in einigen bekannten Serien wie Der Chef, Hotel und Mord ist ihr Hobby. Lange Zeit trat sie auch als Schauspielerin in Tourneetheatern auf. Insgesamt umfasst ihr filmisches Schaffen bis heute über 70 Film- und Fernsehproduktionen (Stand 2024).
Über Jahrzehnte war die Oscar-Statue der Schauspielerin verloren gegangen, nachdem ein Dienstmädchen diese 1954 entwendet hatte. Erst 1995 kehrte die Statue über Umwege zu O’Brien zurück, nachdem Sammler sie auf einem Trödelmarkt entdeckt hatten. O’Brien war von 1959 bis zur Scheidung 1968 mit Harold Allen Jr. verheiratet, danach von 1974 bis zu dessen Tod 2018 mit Roy Thorsen. Aus ihrer Ehe mit Thorsen hat sie eine Tochter.

## Auszeichnungen

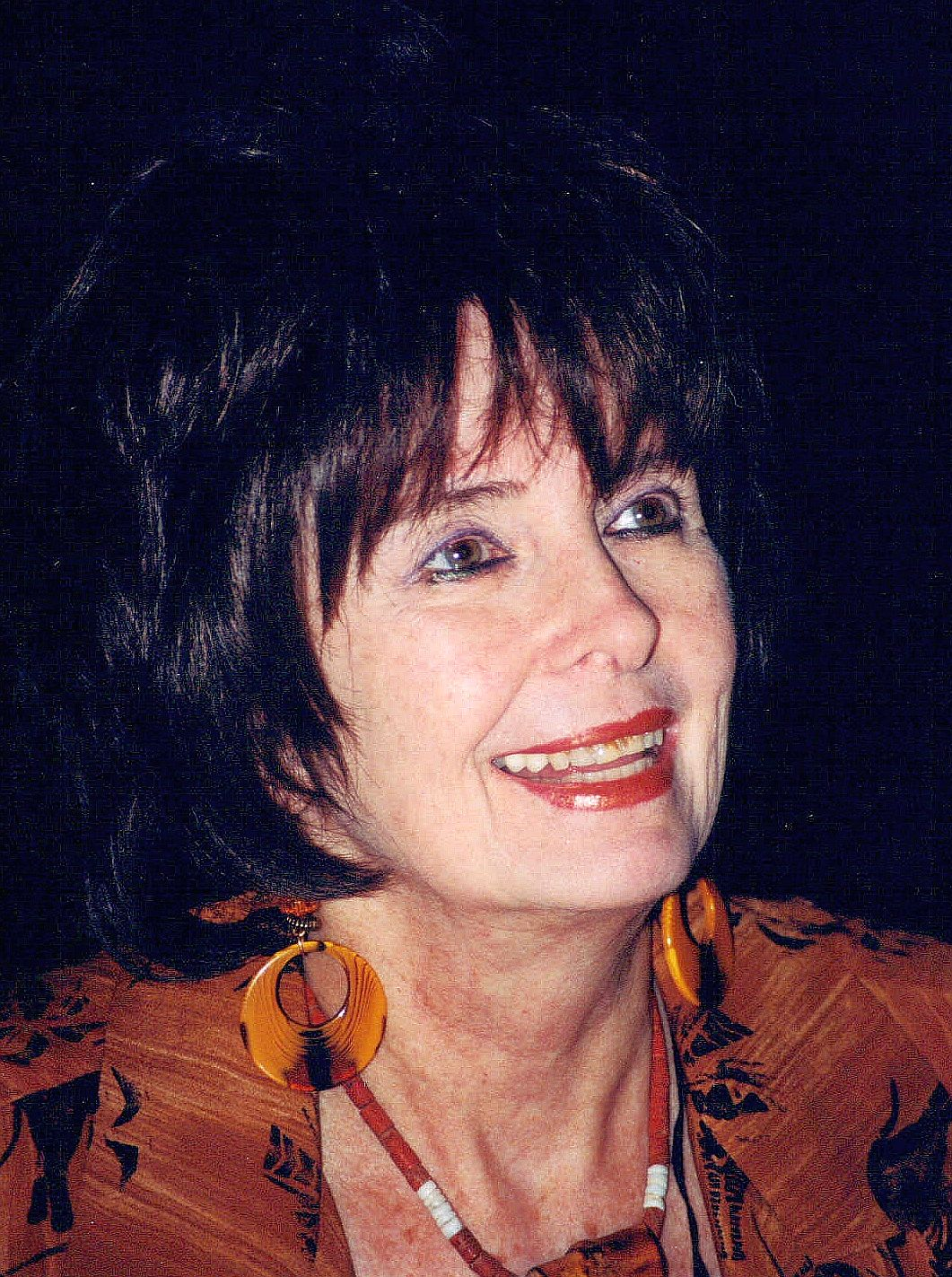
Margaret O’Brien (2002)

- 1945: Juvenile Award als „herausragende Kinderdarstellerin von 1944“ auf der Oscarverleihung
- 1960: Zwei Sterne auf dem Hollywood Walk of Fame in den Kategorien Film und Fernsehen
- 1990: Young Artist Award für ihr Werk als ehemaliger Kinderstar

## Filmografie (Auswahl)
- 1941: Babes on Broadway
- 1942: Journey for Margaret
- 1943: Dr. Gillespie’s Criminal Case
- 1943: Nacht der tausend Sterne (Thousands Cheer)
- 1943: Madame Curie
- 1943: Der kleine Engel (Lost Angel)
- 1943: Die Waise von Lowood (Jane Eyre)
- 1944: Das Gespenst von Canterville (The Canterville Ghost)
- 1944: Meet Me in St. Louis
- 1944: Musik für Millionen (Music for Millions)
- 1945: Frühling des Lebens (Our Vines Have Tender Grapes)
- 1946: Eine Falle für den Banditen (Bad Bascomb)
- 1946: Three Wise Fools
- 1947: Tanz ohne Ende (The Unfinished Dance)
- 1948: Tenth Avenue Angel
- 1948: Big City
- 1949: Kleine tapfere Jo (Little Women)
- 1949: Der geheime Garten (The Secret Garden)
- 1951: Her First Romance
- 1956: Glory
- 1959: Tausend Meilen Staub (Rawhide; Fernsehserie, Folge 1x09 Stadt in Angst)
- 1960:	Die Dame und der Killer (Heller in Pink Tights)
- 1963: Perry Mason (Fernsehserie, Folge 6x13 The Case of the Shoplifter's Shoe)
- 1968: Der Chef (Ironside, Fernsehserie, Doppelfolge 2x02-03 Split Second to an Epitaph)
- 1970: Adam-12 (Fernsehserie, Folge 3x12)
- 1972: Dr. med. Marcus Welby (Marcus Welby, M.D., Fernsehserie, Folge 4x14 Dinner of Herbs)
- 1974: Death in Space (Fernsehfilm)
- 1977: Testimony of Two Men (Fernseh-Miniserie, 3 Folgen)
- 1981:	Amy – Die Stunde der Wahrheit (Amy)
- 1983: Hotel (Fernsehserie, Folge 1x10 The Offer)
- 1986: Geschichten aus der Schattenwelt (Tales from the Darkside, Fernsehserie, Folge 3x06)
- 1991: Mord ist ihr Hobby (Murder, She Wrote, Fernsehserie, Folge 7x14 Who Killed J.B. Fletcher?)
- 1996:	Sunset After Dark
- 2002:	Dead Season
- 2009:	Dead in Love
- 2017: Dr. Jekyll and Mr. Hyde
- 2017: Halloween Pussy Trap Kill Kill
- 2018: This Is Our Christmas